# Reijo Ruotsalainen
Reijo Juhani Ruotsalainen, född 1 april 1960 i Uleåborg i Finland, är en finländsk tidigare ishockeyspelare. Vid olympiska vinterspelen 1988 i Calgary ingick han i det finländska lag som tog silvermedaljerna. Han har även vunnit Stanley Cup två gånger tillsammans med Edmonton Oilers.
Vid juniorvärldsmästerskapet 1980 utsågs han och Tomas Jonsson till turneringens bästa backar.

## Meriter
- 1980 - FM-Brons
- 1981 - FM-Guld
- 1986 - NHL All-star match
- 1987 - Stanley Cup - vinnare
- 1988 - OS-Silver
- 1990 - Stanley Cup - vinnare
- 1991 - Nationalliga A - mästare
- 1992 - Nationalliga A - mästare

### Fotnoter
1. ↑  Stellan Kvärre (26 november 1998). ”Tre debutanter i Tre kronor” (på svenska). Dagens nyheter. http://www.dn.se/arkiv/sport/tre-debutanter-i-tre-kronor-ishockey-det-behovs-malgorare-som/. Läst 26 mars 2017.